# 曹庄站 (京沪铁路)
曹庄站位于中华人民共和国天津市西青区杨柳青镇（车站部分东侧站场位于西青区西营门街道），建于1939年，距离北京站156公里，距离上海站1307公里，隶属于中国铁路北京局集团天津车务段管辖。现为四等站。目前车站仅办理货运业务：仅办理专用线、专用铁道整车货物发到业务。